# Кінетичне бомбардування
Кінетичне бомбардування або кінетичний орбітальний удар — це гіпотетичний спосіб атаки на планетарну поверхню інертним снарядом з орбіти, при якому руйнівна сила походить від кінетичної енергії снаряда, що рухається з дуже високою швидкістю. Концепція виникла під час холодної війни.
Типовою ілюстрацією тактики є супутник, що містить магазин вольфрамових стрижнів і систему спрямованої тяги (у науковій фантастиці зброю часто зображують як запущену з космічного корабля, а не із супутника). Коли необхідно завдати удару, ракета-носій переводить один із стрижнів з орбіти на суборбітальну траєкторію, яка перетинає ціль. Стрижні зазвичай мають таку форму, щоб мінімізувати опір повітря та максимізувати швидкість при ударі.
Кінетичне бомбардування має ту перевагу, що здатне доправляти снаряди з дуже високого кута з дуже великою швидкістю, що надзвичайно ускладнює захист від них. Крім того, для снарядів не потрібні вибухові боєголовки, а у найпростішому виконанні вони повністю складатимуться з твердих металевих стрижнів, від чого, власне, походить неофіційне прізвисько «стрижні (жезли) від Бога».
До недоліків можна віднести технічні труднощі забезпечення точності та високі витрати на розміщення боєприпасів на орбіті.

## Концепти та варіанти втілення
Під час Корейської та В'єтнамської воєн обмежено використовувались бомби «Ледачий пес» — кінетичні снаряди у формі звичайної бомби, але лише близько 25,4 мм (1") в довжину і діаметром 9,525 мм (3/8"). До задньої частини снаряда приварювався хвостовик з листового металу. Їх скидали з літаків на ворожі війська, що мало той же ефект, як постріли з кулемета (зверху вниз). Подібні снаряди — флешети використовувались з часів Першої світової війни.
Проєкт «Тор» — концепт системи озброєнь, яка запускає вольфрамові кінетичні снаряди розміром зі стовп лінії електропередавання з орбіти для пошкодження цілей на поверхні Землі. Джеррі Пурнелл створив цю концепцію, працюючи в дослідницькому секторі Boeing у 1950-х, перш ніж стати письменником-фантастом.
Система, описана у звіті ВПС США за 2003 рік мала 20-футові (6,1 м), діаметром в 1 фут (0,3 м) вольфрамові стрижні, що контролюються супутником і придатні для завдання глобального удару зі швидкістю зіткнення 10 Махів.
Бомба, природно, мала б велику кінетичну енергію, оскільки рухається з орбітальними швидкостями — близько 8 кілометрів на секунду на орбіті та 3 кілометри на секунду або 10 Мах при зіткненні з ціллю. Коли стрижень повертатиметься до атмосфери Землі, він втратить більшу частину швидкості, але залишкова енергія завдасть значної шкоди. Деякі системи мають потенціальні характеристики, що можна порівняти з малими тактичними ядерними боєприпасами. Передбачається їх використання в якості протибункерних. Як випливає з назви, протибункерна бомба має бути досить потужною, щоб знищити протиатомний бункер. З 6–8 супутників на заданій орбіті ціль може бути вражена протягом 12–15 хвилин з будь-якого заданого часу, що менше половини часу, потрібного МБР, і без можливості виявлення запуску. Така система також може бути оснащена датчиками для виявлення вхідних загроз типу антибалістичних ракет та відносно легкими захисними засобами для використання проти них (наприклад, кінетичні ракети «Hit-To-Kill» або хімічні лазери мегаватного класу). Час між сходженням з орбіти та ударом становив би лише кілька хвилин, і залежно від орбіт та положення на орбітах система мала б глобальний діапазон. Не було б потреби в розміщенні ракет, літаків та інших транспортних засобів. 
У випадку із системою, згаданою у звіті ВВС 2003 року, вольфрамовий циліндр 6,1 м × 0,3 м при зіткненні на швидкості 10 Мах, має кінетичну енергію, еквівалентну приблизно 11,5 тонни тротилу. Маса такого циліндра перевищує 9 тонн, тому практичне застосування такої системи обмежується тими ситуаціями, коли інші її характеристики забезпечують явну і вирішальну перевагу — звичайні бомби/боєголовки, що мають вагу, подібну до вольфрамового стрижня, доставляються звичайними засобами, забезпечують подібну руйнівну здатність і є набагато практичнішими та економічнішими. 
Дуже витягнута форма та висока маса снарядів мають на меті зменшити площу поперечного перерізу (і, отже, мінімізувати втрати кінетичної енергії через аеродинамічний опір) та максимізувати проникнення у тверді або заглиблені цілі. Очікується, що великорозмірний пристрій буде досить ефективним при проникненні в глибоко заглиблені бункери та інші цілі командування й управління.
Захист від кінетичної зброї був би дуже важким — через дуже високу швидкість та малий радіолокаційний переріз. Запуск важко виявити. Будь-яка інфрачервона сигнатура запуску фіксується лише на орбіті — у нестаціонарній позиції. Інфрачервона сигнатура пуску також має набагато меншу величину порівняно із запуском балістичної ракети. Будь-яка інша орбітальна зброя суперечить декільком різним міжнародним договорам, а також Женевській конвенції.
У червні 2020 року лідер Аль-Каїди був убитий кінетичною зброєю (модифікованою ракетою AGM-114 Hellfire), скинутою безпілотником спеціальних операцій США General Atomics MQ-1 Predator. Як повідомлялося, снаряд важив 100 фунтів і містив 6 розгорнутих лез. Зброя влучила в пасажирський автомобіль, та знищила його разом з ціллю.

## Дивитися також
- Бетонна бомба
- Бронебійний підкаліберний снаряд
- Prompt Global Strike
- Рейкотрон
- Флешета